# FFH-Gebiet NSG Bordelumer Heide und Langenhorner Heide mit Umgebung
Das FFH-Gebiet NSG Bordelumer Heide und Langenhorner Heide mit Umgebung ist ein NATURA 2000-Schutzgebiet in Schleswig-Holstein im Kreis Nordfriesland in den Gemeinden Bordelum und Langenhorn im Naturraum Schleswig-Holsteinische Geest. Es hat eine Fläche von 201 ha. Die größte Ausdehnung liegt in Ostwestrichtung und beträgt 2,6 km. Die höchste Erhebung mit 34 m über NN liegt an der Südspitze nördlich vom Ortsteil Stollberg in der Nähe der Bundesstraße B5. Der niedrigste Punkt mit 12 m über NN liegt am Nordrand am nördlichsten Teich des FFH-Gebietes an der Straße Forstweg. Das FFH-Gebiet wird durch die B5 und der Eisenbahnlinie Hamburg-Westerland von Nord nach Süd geteilt.

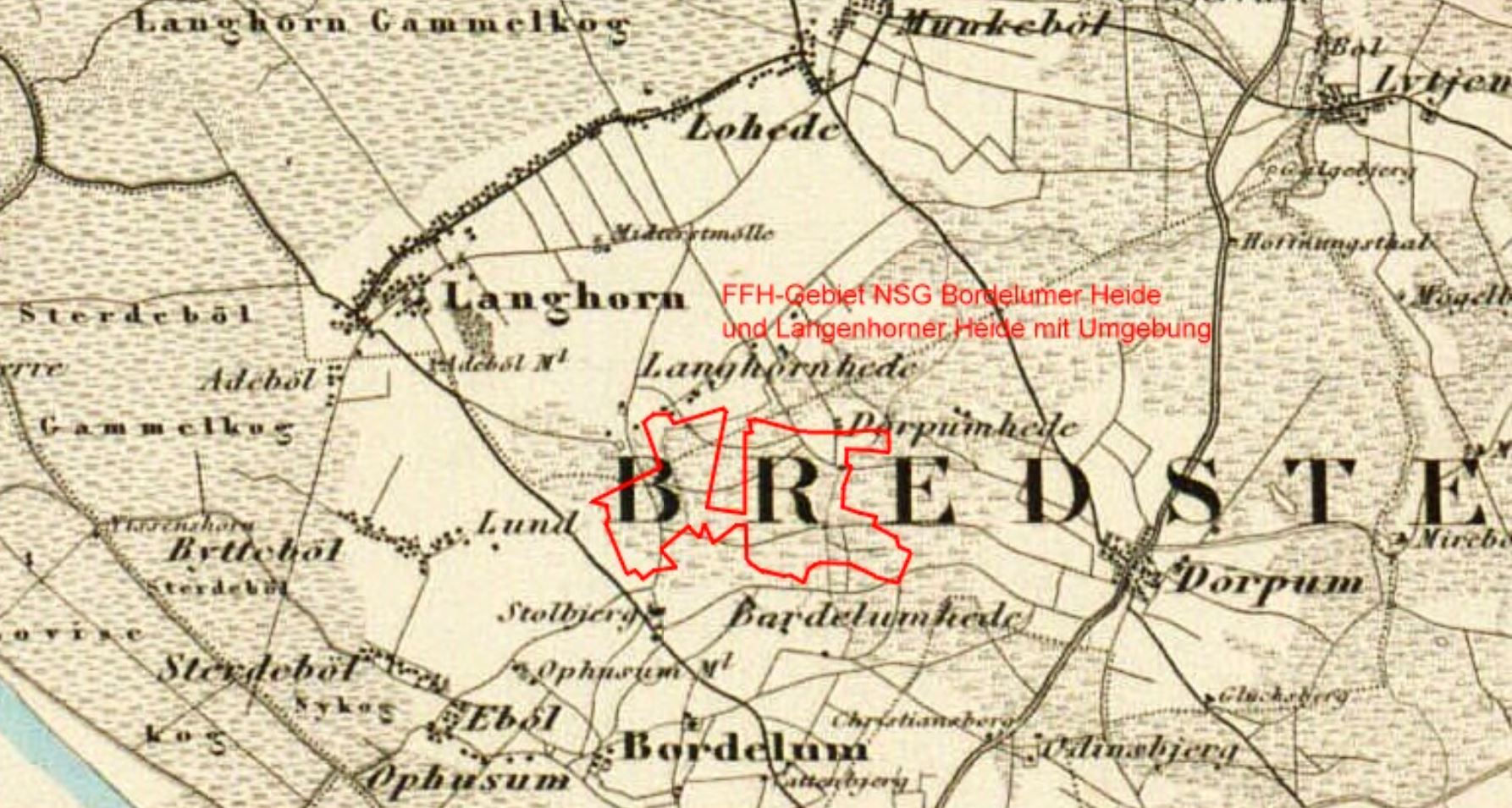
Bild 1: Bordelumer Heide um 1850

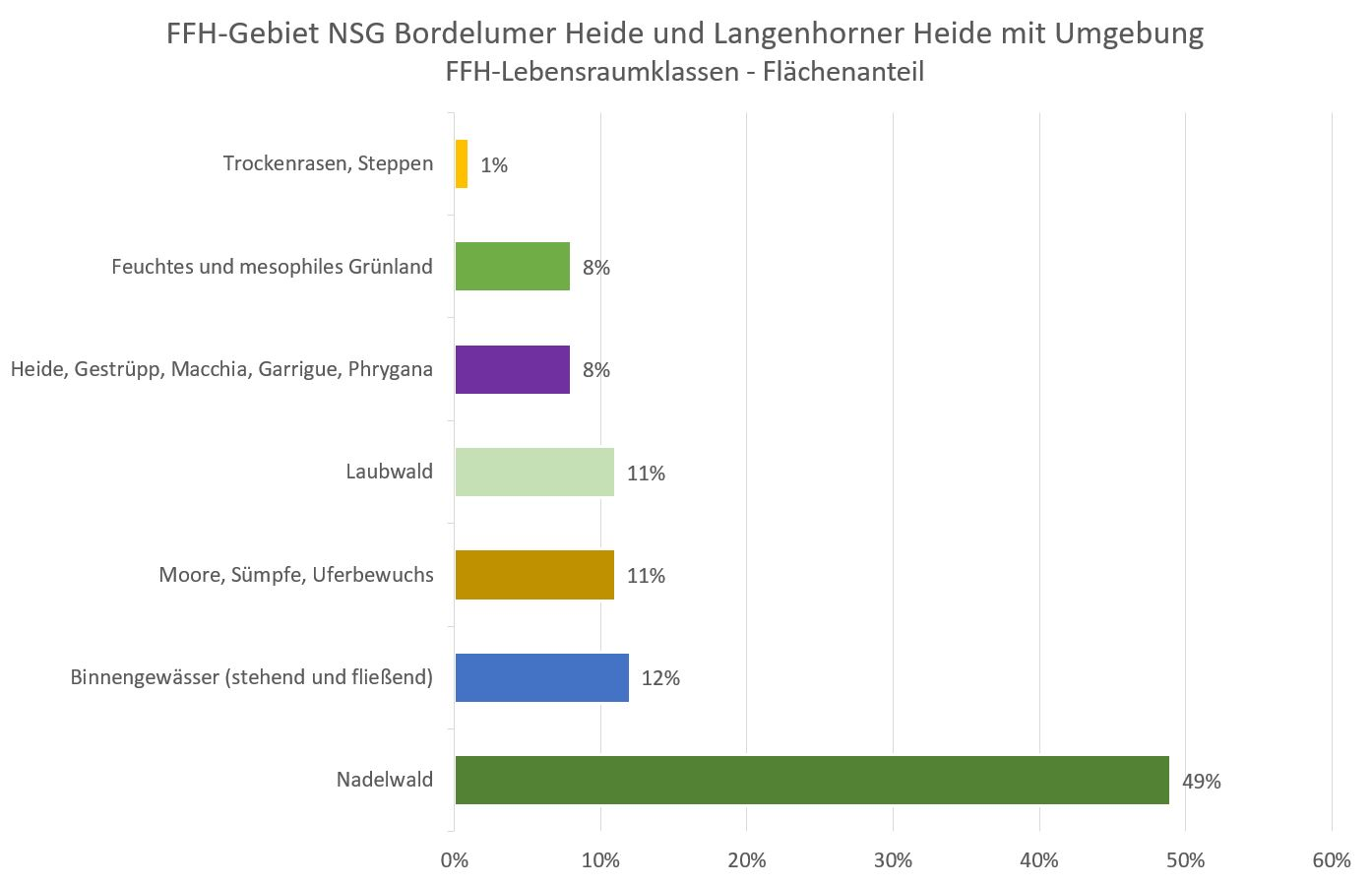
Diagramm 1: FFH-Lebensraumklassen

Die Hälfte des Gebietes besteht aus nicht heimischen Nadelwald. Dieser ist aber erst ab der 3. Auflage der preußischen Landaufnahme ab dem Jahre 1932 kartiert. Damit handelt es sich um einen relativ jungen Wald, dessen Bäume nicht älter als 80 Jahre sind. Vor 170 Jahren war das Gebiet laut der dänischen Generalstabskarte von 1857 von Heiden bedeckt, siehe Bild 1. Über das gesamte Gebiet verteilt liegen 19 ehemalige Fischteiche, die fast alle miteinander durch Gräben verbunden sind und 12 % der Gebietsfläche bedecken. Sie sind erst seit 1932 in den preußischen Messtischblättern verzeichnet. Ähnlich große Flächenanteile werden von Mooren und Laubwälder eingenommen. Die ursprünglich am weitesten verbreitete Lebensraumklasse, die Heiden und Trockenrasen, nehmen zusammen nur noch 9 % der Gebietsfläche ein, siehe Diagramm 1.
Das Gebiet östlich der Eisenbahnlinie befindet sich fast vollständig im Besitz der Schleswig-Holsteinischen Landesforsten G.ö.R. und den Gemeinden Bordelum und Langenhorn. Das Gebiet westlich der B5 ist im Besitz der Gemeinden Bordelum und Langenhorn sowie in Privathand.

## FFH-Gebietsgeschichte und Naturschutzumgebung
Der NATURA 2000-Standard-Datenbogen (SDB) für dieses FFH-Gebiet wurde im Februar 1996 vom Landesamt für Landwirtschaft, Umwelt und ländliche Räume (LLUR) des Landes Schleswig-Holstein erstellt, im Oktober 1997 als Gebiet von gemeinschaftlicher Bedeutung (GGB) vorgeschlagen, im Dezember 2004 von der EU als GGB bestätigt und im Januar 2010 national nach § 32 Absatz 2 bis 4 BNatSchG in Verbindung mit § 23 LNatSchG als besonderes Erhaltungsgebiet (BEG) bestätigt. Der SDB wurde zuletzt im Mai 2019 aktualisiert. Der Managementplan für das FFH-Gebiet wurde am 28. November 2014 veröffentlicht.
Das FFH-Gebiet ist fast flächengleich mit dem am 16. Dezember 1991 gegründeten „Naturschutzgebiet Bordelumer Heide und Langenhorner Heide mit Umgebung“. Es grenzt im Südwesten an das am 3. März 1952 gegründete Landschaftsschutzgebiet Stollberg. Ein großer Teil des Landschaftsschutzgebietes ist Teil des 2002 errichteten Naturerlebisraumes Stollberg.
Im FFH-Gebiet befinden sich drei gesetzlich geschützte archäologische Bodendenkmäler. Es handelt sich um einen Grabhügel in der Langenhorner Heide 225 m westlich der B5 (Objektnummer: aKD-ALSH-Nr. 001 325) und zwei benachbarten Grabhügeln in der Bordelumer Heide (Objektnummern: aKD-ALSH-Nr. 001 324 und 001 326) 130 m östlich der Bahnlinie Hamburg-Sylt.
Mit der Betreuung des Gebietes gem. § 20 LNatSchG durch das Landesamt für Landwirtschaft, Umwelt und ländliche Räume des Landes Schleswig-Holstein (LLUR) wurden für das NSG Bordelumer Heide und Langenhorner Heide mit Umgebung die Schleswig-Holsteinischen Landesforsten G.ö.R. beauftragt. Im Januar 2019 hat sich der Verein Runder Tisch Naturschutz Nordfriesland e.V. als Zusammenschluss aller am Naturschutz im Kreis Nordfriesland beteiligten Interessenvertreter gegründet. Dieser hat sich auch zum Ziel gesetzt, die Belange des FFH-Gebietes NSG Bordelumer Heide und Langenhorner Heide mit Umgebung zu thematisieren. Hinweistafeln des Besucher-Informationssystems (BIS) für Naturschutzgebiete und NATURA 2000-Gebiete in Schleswig-Holstein sind vom Landesamt für Landwirtschaft, Umwelt und ländliche Räume des Landes Schleswig-Holstein (LLUR) an den Zugängen oder innerhalb des FFH-Gebietes westlich der B5 in der Langenhorner Heide aufgestellt worden. Das Gebiet der Bordelumer Heide östlich der B5 ist für Besucher nicht zugänglich. Ein entsprechendes BIS-Faltblatt ist nicht verfügbar.

## FFH-Erhaltungsgegenstand

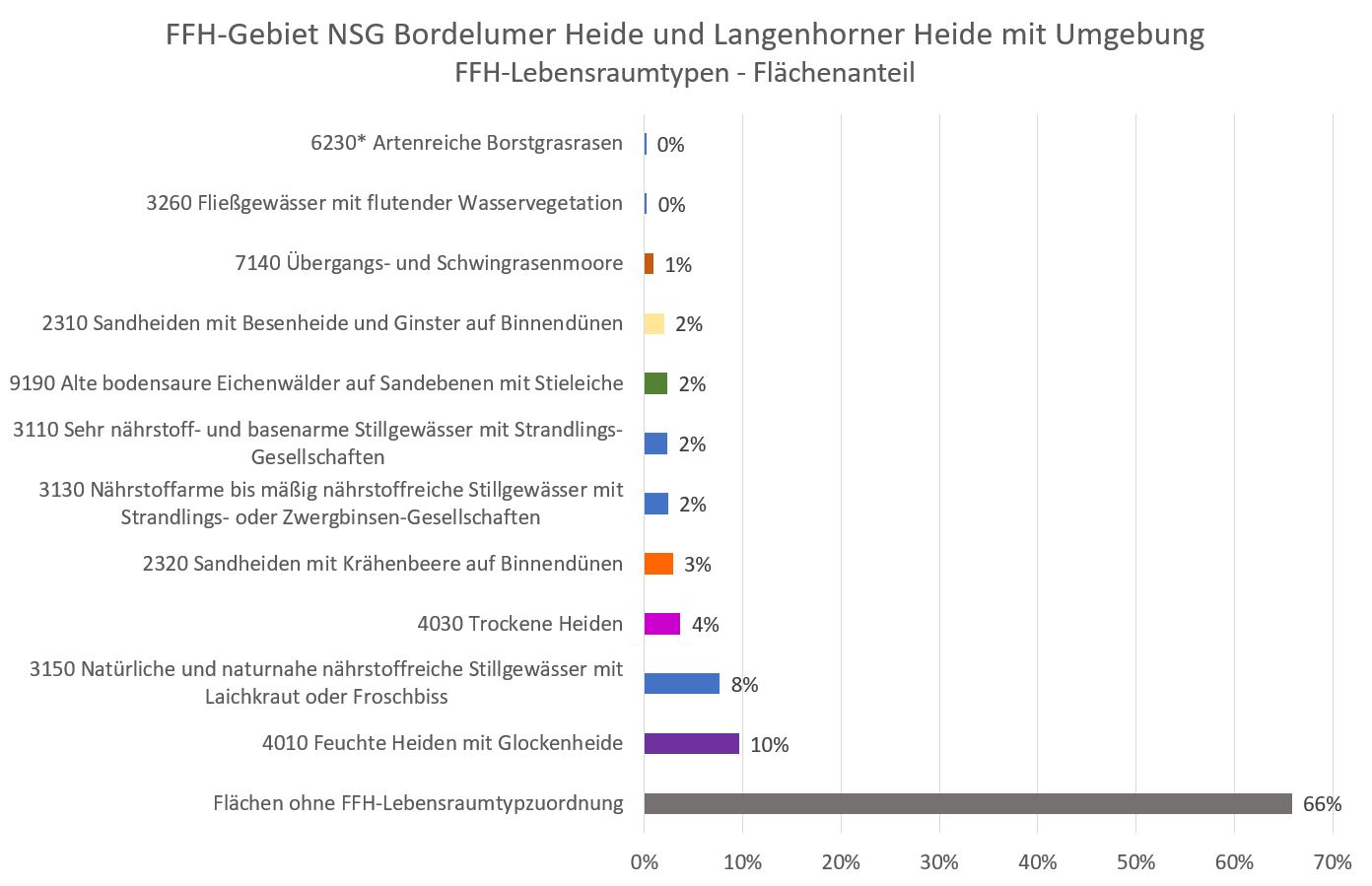
Diagramm 2: FFH-Lebensraumtypen

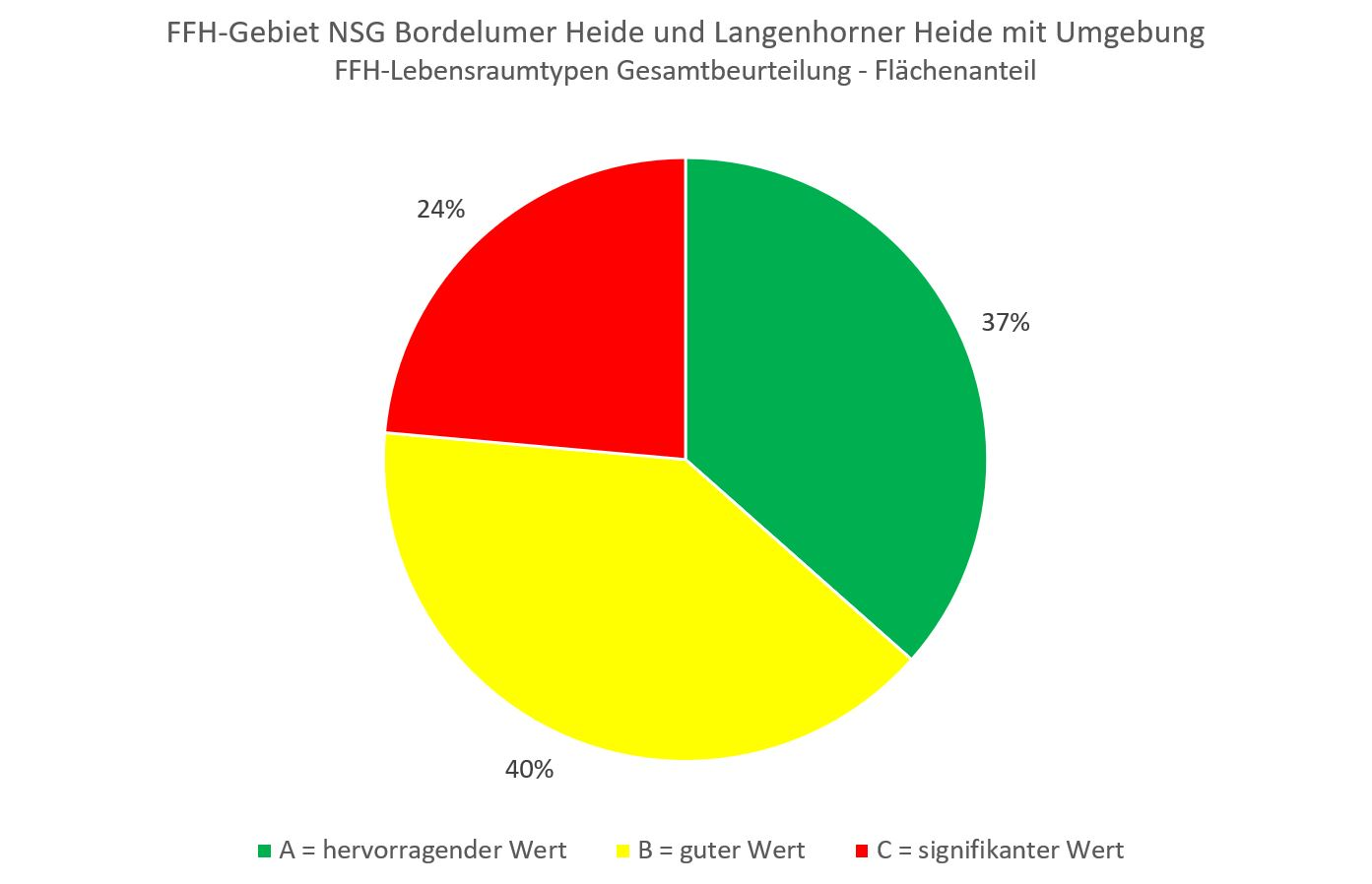
Diagramm 3: Gesamtbeurteilung der FFH-Lebensraumtypen

Laut Standard-Datenbogen vom Mai 2019 sind folgende FFH-Lebensraumtypen und Arten für das Gesamtgebiet als FFH-Erhaltungsgegenstände mit den entsprechenden Beurteilungen zum Erhaltungszustand der Umweltbehörde der Europäischen Union gemeldet worden (Gebräuchliche Kurzbezeichnung (BfN)):
FFH-Lebensraumtypen nach Anhang I der EU-Richtlinie:
- 2310 Sandheiden mit Besenheide und Ginster auf Binnendünen (Gesamtbeurteilung B)[22]
- 2320 Sandheiden mit Krähenbeere auf Binnendünen (Gesamtbeurteilung A)[23]
- 3110 Sehr nährstoff- und basenarme Stillgewässer mit Strandlings-Gesellschaften (Gesamtbeurteilung B)[24]
- 3130 Nährstoffarme bis mäßig nährstoffreiche Stillgewässer mit Strandlings- oder Zwergbinsen-Gesellschaften (Gesamtbeurteilung B)[25]
- 3150 Natürliche und naturnahe nährstoffreiche Stillgewässer mit Laichkraut oder Froschbiss-Gesellschaften (Gesamtbeurteilung C)[26]
- 3260 Fließgewässer mit flutender Wasservegetation (Gesamtbeurteilung C)[27]
- 4010 Feuchte Heiden mit Glockenheide (Gesamtbeurteilung A)[28]
- 4030 Trockene Heiden (Gesamtbeurteilung B)[29]
- 6230* Artenreiche Borstgrasrasen (Gesamtbeurteilung C)[30]
- 7140 Übergangs- und Schwingrasenmoore (Gesamtbeurteilung B)[31]
- 9190 Alte bodensaure Eichenwälder auf Sandebenen mit Stieleiche (Gesamtbeurteilung B)[32]

Nur ein Drittel der FFH-Gebietsfläche ist mit FFH-Lebensraumtypen bedeckt, siehe auch Diagramm 2. Der Rest ist überwiegend mit aufgeforstetem Nadelwald bestanden, der in dieser Landschaft keinen heimischen Lebensraumtyp darstellt. Gut ein Drittel der mit FFH-Lebensraumtypen ausgewiesenen Flächen (LRT-Flächen) hat eine ausgezeichnete Gesamtbewertung (A) erhalten, was für Schleswig-Holstein eine Seltenheit ist. Hier handelt es sich um die Sandheiden mit Krähenbeere und feuchte Heiden mit Glockenheide, siehe auch Diagramm 3. Knapp ein Viertel der LRT-Flächen hat keine gute Bewertung (C) erhalten. Dies gilt für alle Fließ- und Stillgewässer sowie für die Borstgrasrasen. Der Rest wurde als gut (B) bewertet. Der überwiegende Teil aller LRT-Flächen im FFH-Gebiet sind gleichzeitig auch gesetzlich geschützte Biotopflächen. Sie unterliegen damit sowohl dem Verschlechterungsverbot für LRT-Flächen, als auch der Biotopverordnung des Landes Schleswig-Holstein
FFH-Arten nach Anhang II und/oder IV FFH-Richtlinie:
- 1042 Große Moosjungfer (Gesamtbeurteilung C)[36]

Diese Libellenart wird nur selten im Gebiet gesichtet. Sie benötigt offene Stillgewässer mit mittlerem Nährstoffgehalt.

## FFH-Erhaltungsziele
Aus den oben aufgeführten FFH-Erhaltungsgegenständen werden als FFH-Erhaltungsziele von besonderer Bedeutung die Erhaltung folgender Lebensraumtypen und Arten im FFH-Gebiet vom Ministerium für Energiewende, Landwirtschaft, Umwelt und ländliche Räume des Landes Schleswig-Holstein erklärt:
- 1042 Große Moosjungfer
- 2310 Sandheiden mit Besenheide und Ginster auf Binnendünen
- 2320 Sandheiden mit Krähenbeere auf Binnendünen
- 3110 Sehr nährstoff- und basenarme Stillgewässer mit Strandlings-Gesellschaften3130 Nährstoffarme bis mäßig nährstoffreiche Stillgewässer mit Strandlings- oder Zwergbinsen-Gesellschaften
- 3130 Nährstoffarme bis mäßig nährstoffreiche Stillgewässer mit Strandlings- oder Zwergbinsen-Gesellschaften
- 3150 Natürliche und naturnahe nährstoffreiche Stillgewässer mit Laichkraut oder Froschbiss-Gesellschaften
- 4010 Feuchte Heiden mit Glockenheide
- 4030 Trockene Heiden
- 6230* Artenreiche Borstgrasrasen
- 7140 Übergangs- und Schwingrasenmoore
- 9190 Alte bodensaure Eichenwälder auf Sandebenen mit Stieleiche

Aus den oben aufgeführten FFH-Erhaltungsgegenständen werden als FFH-Erhaltungsziele von Bedeutung die Erhaltung folgender Lebensraumtypen und Arten im FFH-Gebiet vom Ministerium für Energiewende, Landwirtschaft, Umwelt und ländliche Räume des Landes Schleswig-Holstein erklärt:
- 3260 Fließgewässer mit flutender Wasservegetation

## FFH-Analyse und Bewertung
Das Kapitel FFH-Analyse und Bewertung im Managementplan beschäftigt sich unter anderem mit den aktuellen Gegebenheiten des FFH-Gebietes und den Hindernissen bei der Erhaltung und Weiterentwicklung der FFH-Lebensraumtypen. Die Ergebnisse fließen in den FFH-Maßnahmenkatalog ein.

## FFH-Maßnahmenkatalog
Der FFH-Maßnahmenkatalog im Managementplan führt neben den bereits durchgeführten Maßnahmen geplante Maßnahmen zur Erhaltung und Entwicklung der FFH-Lebensraumtypen im FFH-Gebiet an. Konkrete Empfehlungen sind in 32 Maßnahmenblättern und einer Maßnahmenkarte beschrieben.
Allein 17 Maßnahmen wurden bereits vor 2014 durchgeführt. Für die Zeit danach wurden folgende Maßnahmen vorgeschlagen:
- 9 notwendige Erhaltungsmaßnahmen
- 19 weitergehende Entwicklungsmaßnahmen
- 5 Sonstige Pflege- und Entwicklungsmaßnahmen

Bei den notwendigen Maßnahmen ist, wie in der Vergangenheit auch, zur Erhaltung der ausgezeichneten Gesamtbeurteilung der Heideflächen die Durchführung der bewährten Heidepflegemaßnahmen, wie Schaf- und Ziegenbeweidung, Mähen, Plaggen und Brennen, beizubehalten. Mit diesen Maßnahmen wird dafür gesorgt, dass alle Entwicklungsstadien des Heidelebensraumes im Gebiet in ausreichender Größe vorkommen und damit zur Artenvielfalt einen großen Beitrag leisten.
Zur Verbesserung des unbefriedigenden ökologischen Zustandes der Teiche und Fließgewässer im FFH-Gebiet wurde ein Überwachungsprogramm mit 4 Beprobungsstellen aufgestellt. Ziel muss es sein, den Nährstoffgehalt der Gewässer durch geeignete Maßnahmen zu verringern. Hierzu wurde ein Teichkonzept in tabellarischer Form und einer Karte erstellt.
Die Nadelwaldgebiete der Bordelumer Heide werden gemäß den Handlungsgrundsätzen für die Schleswig-Holsteinischen Landesforsten langfristig zu Eichen-Birkenwäldern mit und ohne Buche umgewandelt. Ein kleiner Teil des Waldes in den Abteilungen 4539 a2, 4540 b und 4535 b2 wird sich selbst überlassen und ist zu Naturwald erklärt worden.

## FFH-Erfolgskontrolle und Monitoring der Maßnahmen
Eine FFH-Erfolgskontrolle und Monitoring der Maßnahmen findet in Schleswig-Holstein alle sechs Jahre statt. Die Ergebnisse des letzten Folgemonitorings wurden am 10. Februar 2012 in einem Textbeitrag und einer Kartensammlung veröffentlicht.